# چه کسی روحت را نجات خواهد داد
«چه کسی روحت را نجات خواهد داد» (به انگلیسی: Who Will Save Your Soul) ترانه‌ای است که جوئل، خواننده/ترانه‌سرای اهل آمریکا آن را سروده است. این اولین تک‌آهنگ آلبوم آغازین جوئل با نام قطعه‌هایی از تو (۱۹۹۵) بود که در زمان انتشارش در آمریکای شمالی با استقبال مواجه شد.
«چه کسی روحت را نجات خواهد داد» ترانه‌ای است که بیشتر طرفداران جوئل اولین مرتبه از او شنیدند و یکی از آهنگ‌های امضایش به‌شمار می‌آید. این ترانه در سال ۱۹۹۶ نامزد دریافت جایزهٔ گرمی «بهترین اجرای آواز پاپ زن» بود که در نهایت به «دلم را بند بزن» تونی برکستون رسید.

## ساخت و محتوا
جوئل که فرزند دو نوازنده است، نوجوانی‌اش را به آوازخوانی همراه پدر و برادرانش در بارهای آلاسکا گذراند. مدتی بعد سفری به‌مقصد مکزیک را آغاز کرد، اما چون پولی نداشت روزگارش را با اجرا کنار خیابان می‌گذراند و با رایگان‌سواری ادامهٔ مسیر می‌داد. او «چه کسی روحت را نجات خواهد داد» را همان دوران اجراهای خیابانی و به این قصد نوشت تا بتواند با اجرایش پول کافی برای ادامهٔ سفرش به‌دست‌آورد.
«چه کسی روحت را نجات خواهد داد» در ابتدا و پیش از آن‌که در آلبوم ۱۲بار پلاتینیوم قطعه‌هایی از تو گنجانده شود، حدود ۳۰۰ بیت شعر داشت که جوئل به‌مرور آن را تعدیل کرد.
موسیقی «چه کسی روحت را نجات خواهد داد» مبتنی بر تکرار ۴ آکورد رماژور، لامینور، دوماژور و سُل‌ماژور است.

## ویدئو
فیلم‌برداری ویدئوی «چه کسی روحت را نجات خواهد داد» در توالت عمومی شهرداری لس آنجلس انجام شده است. انتخاب این لوکیشن به دوران خیابان‌گردی جوئل بازمی‌گردد.
من به سرویس بهداشتی می‌رفتم و آرامش می‌گرفتم. جوانی بسیار خجالتی، درونگرا و در عین حال مصمم و حساس بودم. ساخته شده بودم که یک نویسنده باشم و نه لزوماً یک سگ جاده، بنابراین این کار برایم واقعاً سخت بود. آن‌موقع‌ها به سرویس بهداشتی می‌رفتم، مدیتیشن می‌کردم و یک جورهایی آرام می‌شدم و خودم را جمع و جور می‌کردم، بنابراین تصمیم گرفتم ویدئو را در توالت عمومی فیلمبرداری کنیم.
به‌گفتهٔ جف مور کارگردان ویدئو، بیشتر افرادی که در ویدئو دیده می‌شوند در واقع از دوستانش بوده‌اند و شخص زن‌پوش حاضر در ویدئو نوهٔ رکس هریسون است. این ویدئو در مراسم سال ۱۹۹۶ جوایز اِم‌تی‌وی نامزد دریافت جایزهٔ «بهترین موزیک ویدئوی زنانه» بود.

## نظر منتقدان
استیون توماس ارلواین در آل‌میوزیک طی نقدی بر قطعه‌هایی از تو، ضمن توصیف جوئل به‌عنوان خواننده‌ای که صدایی غنی و فریبندگی‌ای معصومانه دارد، اشعار ملایم و ساده و ملودی‌های جذاب ۳ ترانهٔ آلبوم از جمله «چه کسی روحت را نجات خواهد داد» را ستوده است.

## فهرست قطعه‌های تک‌آهنگ
سی‌دی و کاست نسخهٔ ایالات متحدهٔ آمریکا
1. «چه کسی روحت را نجات خواهد داد» – ۴:۰۰
2. «همیشه کنار تو» – ۳:۰۸

سی‌دی نسخهٔ بریتانیا، اروپا و استرالیا
1. «چه کسی روحت را نجات خواهد داد» – ۴:۰۰
2. «قطعه‌هایی از تو» – ۴:۱۵
3. «امیلی» – ۳:۱۵

کاست نسخهٔ بریتانیا
1. «چه کسی روحت را نجات خواهد داد» – ۴:۰۰
2. «امیلی» – ۳:۱۵

## موقعیت در جدول‌های فروش موسیقی

### جدول‌های هفتگی
| چارت (۱۹۹۶)                                    | جایگاه |
| ---------------------------------------------- | ------ |
| جدول‌های ای‌آرآی‌ای استرالیا                      | ۲۷     |
| جدول تک‌آهنگ‌های برتر مجلهٔ آرپی‌اِم کانادا         | ۷      |
| جدول معاصر بزرگسال مجلهٔ آرپی‌اِم کانادا          | ۱۸     |
| جدول تک‌آهنگ‌های راک/آلترنتیو مجلهٔ آرپی‌اِم کانادا | ۱۴     |
| جدول انجمن صنعت ضبط نیوزیلند                   | ۱۴     |
| جدول‌های تک‌آهنگ‌ها و آلبوم‌های اسکاتلندی          | ۴۴     |
| جدول تک‌آهنگ‌های بریتانیا                        | ۵۲     |
| بیلبورد هات ۱۰۰                                | ۱۱     |
| ایرپلی بزرگسال معاصر مجلهٔ بیلبورد              | ۱      |
| جدول بزرگسال معاصر مجلهٔ بیلبورد                | ۲۹     |
| ۴۰ تک‌آهنگ برتر بزرگسالان مجلهٔ بیلبورد          | ۵      |
| آلترنتیو ایرپلی مجلهٔ بیلبورد                   | ۱۴     |
| مین‌استریم تاپ ۴۰ مجلهٔ بیلبورد                  | ۳      |

### جدول‌های پایان سال
| چارت (۱۹۹۶)                            | جایگاه |
| -------------------------------------- | ------ |
| جدول تک‌آهنگ‌های برتر مجلهٔ آرپی‌اِم کانادا | ۸۴     |
| بیلبورد هات ۱۰۰                        | ۲۵     |